# Rohga: Armor Force
Rohga: Armor Force, conocido en Japón como Wolf Fang: Kuuga 2001 (ウルフファング 空牙2001?) , es un videojuego Arcade de Acción y Disparos de 1991, desarrollado y distribuido por Data East.
Tuvo una precuela, llamada Vapor Trail y una secuela directa, llamada Skull Fang.
A mediados de los años 90, la empresa Xing Entertainment adaptó el juego para correr en PlayStation y Sega Saturn.

## Argumento
En 1999 la fuerza estratégica Kuga derrotó a la organización terrorista Ragnarok en la exitosa operación aérea Vapor Trail. Desgraciadamente, este no fue el final de Ragnarok. En el año 2001, reportes de inteligencia descubrieron que Ragnarok aun tiene fuerzas activas en el continente de Oceanía.
En este distante futuro, los robots de combate son la tecnología más importante que el ejército tiene a su alcance. Las principales fábricas de robots se encuentran en Oceanía y Ragnarok pretende destruirlas.
La fuerza de Combate Kuga envía a sus mejores pilotos a bordo de robots de combate a Australia y a Nueva Zelanda para acabar con el restante de las fuerzas de Ragnarok, y así evitar que destruyan las fábricas y se apoderen de esas posiciones.

## Sistema de Juego
Rohga: Armored Force es un videojuego estilo Shoot 'Em Up de Flujo Orizontal donde los jugadores controlan Robots de Combate en vez de naves espaciales. El diseño del juego está basado en un juego anterior, creado también por Data East, llamado Atomic Runner Chelnov (1988).
Los Robots pueden saltar, agacharse, avanzar, retroceder y moverse sobre varias plataformas mientras el desplazamiento del juego se mantiene fluyendo de izquierda a derecha. También pueden disparar sus armas hacia arriba en un ángulo de 45 grados. Los jugadores también pueden mover y apuntar su arma en diferentes direcciones manteniendo presionado el botón de disparo. 
El juego puede ser jugado por un jugador, o dos jugadores peleando en equipo de manera cooperativa ayudándose entre ellos. Los jugadores pueden elegir desde donde comenzar la aventura, si es desde Australia o Nueva Zelanda. El juego Tiene 12 Niveles en total.

### Armas y Ensamblaje de Partes
Antes de comenzar cada misión, el jugador puede elegir uno de 4 modelos de robots predeterminados con diferentes fortalezas y debilidades. También el jugador puede armar su robot personalizado con diferentes armas y partes. Las armas y partes que el jugador puede seleccionar están divididas en 3 renglones, cada uno compuesto por 4 armas o partesː
- Armas de BrazoːSon armas para el combate cuerpo a cuerpo. estas sonː el Lanza Nudillos, El Sable de Luz, la Garra de Hierro y la Estaca. Estas se activan automáticamente cuando un enemigo esta demasiado cerca.

- Armas de Cuerpoː Actúan como arma Secundaria. Estas sonː El lanzagranadas, Los misiles guiados, El lanzallamas y campo eléctrico. Estas son disparadas desde un contenedor ubicado en el hombro del robot.

- Piernasː Hay cuatro tipos de piernas que pueden darle una alta o baja movilidad al robot, para realizar saltos bajos o altos, o para ir Rápido o lentoː Estas sonː Las Piernas normales, Las piernas Aerodeslizadoras, Las 4 Piernas tipo Araña y Las Ruedas de Tanque (6 ruedas).

Estas armas o partes pueden combinase de acuerdo al gusto del jugador. Se pueden crear 64 combinaciones de robots distintas cada una con sus debilidades y fortalezas cada una con su propio nombre.
Los robots también están equipados con 4 tipos de ametralladoras o pistolas que actúan como arma principal. Estas no son elegibles. Estas se encuentran en el campo de batalla durante las misionesː

### Armas no Seleccionables
- Ametralladora Vulcanː
- Pistola de Racimoː
- Lanza Granadasː
- Pistola Láserː Un arma láser de disparo directo que aumenta su fuerza con las actualizaciones, pero no cubre un amplio rango de fuego.